# Mike White
Michael Christopher White, conocido como Mike White, (28 de junio de 1970 en Pasadena, California) es un actor, director, escritor y productor de cine y televisión estadounidense. Ganó el premio "Independent Spirit John Cassavetes" por la película Chuck & Buck. Fue productor ejecutivo, actor, director y uno de los creadores de la serie de HBO Enlightened. Frecuentemente realiza colaboraciones con el actor Jack Black. Juntos fundaron la productora Black and White, la cual cerró en el 2006. White no es un fanático del rock clásico, pero escribió Escuela de rock específicamente para que Jack Black pudiera tocar su música favorita en la película.
Otros de sus créditos como guionista incluyen producciones como Dead Man on Campus (1998), Pasadena (2001), The Good Girl (2002), Nacho Libre (2006) y Pitch Perfect 3 (2017). Además, destaca su trabajo como creador de la serie de HBO The White Lotus (2021-presente), por la que obtuvo dos premios Emmy en 2022.

## Biografía
White nació en Pasadena, California. Es hijo de Lyla Lee (de soltera Loehr), ejecutiva de recaudación de fondos y ex directora ejecutiva de Pasadena Playhouse, y James Melville "Mel" White, ex redactor de discursos y escritor. Su padre se declaró gay en 1994 y se convirtió en activista. Debido a los antecedentes religiosos de su padre, White creció en un hogar modesto en una comunidad cristiana conservadora. Asistió a la Escuela Politécnica de California, que pensaba que era una "escuela de club de campo muy conservadora". Más tarde fue a la Wesleyan University, donde conoció a su compañero de escritura, Zak Penn. Penn lo convenció para ir a Los Ángeles y le ayudó a conseguir trabajo poco después de graduarse.

## Carrera
Aunque la asociación con Penn terminó unos años más tarde debido a sus diferentes sensibilidades, mantienen una buena relación, y White le está agradecido por haberlo introducido en los círculos sociales de Hollywood. White comenzó siendo escritor y productor de series de televisión como Dawson's Creek o Freaks and Geeks; además también escribió y actuó en las películas: Chuck & Buck, The Good Girl, Orange County, Escuela de Rock y Nacho Libre. Chuck & Buck, en la que White interpreta a un niño que acecha a su amigo de la infancia, fue nombrada la mejor película del año 2000 por Entertainment Weekly. En una entrevista con The New York Times, Jeff Bridges calificó el papel de White en Chuck & Buck como "la actuación de la década". También tuvo un papel en la película remake de 2004, The Stepford Wives y en la película Smother de 2008.
White hizo su debut como director con Year of the Dog, escrito por él mismo, estrenada en el Festival de Cine de Sundance de 2007. Fue miembro del jurado dramático de Estados Unidos en el Festival de Cine de Sundance de 2009. Laura Dern incorporó a White a un proyecto con HBO que se convirtió en la serie Enlightened que se estrenó el 10 de octubre de 2011. White escribió el piloto y todos los episodios de la primera y segunda temporada. En 2021, White creó, escribió y dirigió The White Lotus, una serie limitada satírica también para HBO. Gracias al éxito y crítica fue renovada para una segunda temporada estrenada en 2022 y una tercera que verá la luz en 2025.
En cine de animación, White fue coescritor acreditado en The Emoji Movie, pasó tres semanas con los guionistas de la película y ayudó con la estructura del guion. Por este proyecto recibió un premio Golden Raspberry. En febrero de 2022, se anunció que White escribiría dos próximas películas animadas para Universal Pictures e Illumination: la comedia original Migration, que se estrenó el 22 de diciembre de 2023, y la cuarta entrega de la franquicia Despicable Me, que se estrenará el 3 de julio de 2024.

## Vida personal
White es vegano y actualmente reside en Santa Mónica con su pareja, Josh. Además posee una segunda residencia en Kauai. White es bisexual.

## Filmografía

### Cine
| 1997             | Star Maps             | Sí | No | No | No | Escritor Carmel County   |                     |
| 1998             | Dead Man on Campus    | No | No | Sí | No | N/A                      |                     |
| 2000             | Chuck & Buck          | Sí | No | Sí | No | Buck O'Brien             |                     |
| 2002             | Orange County         | Sí | No | Sí | No | Mr. Burke                |                     |
| 2002             | The Good Girl         | Sí | No | Sí | No | Corny                    |                     |
| 2003             | Escuela de rock       | Sí | No | Sí | No | Ned Schneebly            |                     |
| 2004             | The Stepford Wives    | Sí | No | No | No | Hank                     |                     |
| 2006             | Nacho Libre           | No | No | Sí | No | N/A                      |                     |
| 2007             | Year of the Dog       | No | Sí | Sí | Sí | N/A                      | Debut como director |
| 2008             | Smother               | Sí | No | No | No | Myron Stubbs             |                     |
| 2009             | Gentlemen Broncos     | Sí | No | No | Sí | Dusty                    |                     |
| 2009             | Zombieland            | Sí | No | No | No | Gasolinero Clerk         |                     |
| 2013             | Magic Magic           | No | No | No | Sí | N/A                      |                     |
| 2014             | Ride                  | Sí | No | No | No | Roger                    |                     |
| 2015             | The D Train           | Sí | No | Sí | No | Jerry                    |                     |
| 2017             | Beatriz at Dinner     | No | No | Sí | No | N/A                      |                     |
| 2017             | Emoji: la película    | No | No | Sí | No | N/A                      |                     |
| 2017             | Brad's Status         | Sí | Sí | Sí | No | Nick Pascale             |                     |
| 2017             | Pitch Perfect 3       | No | No | Sí | No | N/A                      |                     |
| 2020             | The One and Only Ivan | Sí | No | Sí | No | Frankie / Passing Driver | Papel de voz        |
| 2023             | Migration             | No | No | Sí | No | N/A                      |                     |
| Fuente: IMDb.com |                       |    |    |    |    |                          |                     |

### Televisión
| 1998–1999        | Dawson's Creek                | No | No | Sí | Sí        | N/A        | Escritor (9 episodios) / Productor (22 episodios)                      |
| 2000             | Freaks and Geeks              | Sí | No | Sí | Sí        | Chip kelly | Actor (1 episodio) / Escritor (3 episodios) / Productor (17 episodios) |
| 2001–2002        | Pasadena                      | No | No | Sí | Ejecutivo | N/A        | Creador / Escritor (6 episodios).                                      |
| 2004–2006        | Cracking Up                   | No | No | Sí | Ejecutivo | N/A        | Creador / Escritor (Episodio: "The Fixer")                             |
| 2005             | Earth to America              | No | No | Sí | No        | N/A        | Película para televisión                                               |
| 2011–2013        | Enlightened                   | Sí | Sí | Sí | Ejecutivo | Tyler      | Creador / Escritor (18 episodios) / Director (6 episodios)             |
| 2012             | The Boring Life of Jacqueline | No | No | No | Ejecutivo | N/A        | 10 episodios                                                           |
| 2016             | Mamma Dallas                  | Sí | Sí | Sí | Ejecutivo | Él mismo   | Piloto                                                                 |
| 2021–presente    | The White Lotus               | No | Sí | Sí | Ejecutivo | N/A        | 13 episodios                                                           |
| Fuente: IMDb.com |                               |    |    |    |           |            |                                                                        |

## Premios y nominaciones
| Premios Primetime Emmy | Premios Primetime Emmy                                      | Premios Primetime Emmy | Premios Primetime Emmy | Premios Primetime Emmy |
| Año                    | Categoría                                                   | Trabajo Nominado       | Resultado              | Ref.                   |
| ---------------------- | ----------------------------------------------------------- | ---------------------- | ---------------------- | ---------------------- |
| 2022                   | Mejor serie limitada                                        | The White Lotus        | Ganador                | [ 22 ]                 |
| 2022                   | Mejor dirección - Miniserie, telefilme o especial dramático | The White Lotus        | Ganador                | [ 22 ]                 |
| 2022                   | Mejor guion - Miniserie, telefilme o especial dramático     | The White Lotus        | Ganador                | [ 22 ]                 |
| 2023                   | Mejor serie dramática                                       | The White Lotus        | Nominado               | [ 23 ]                 |
| 2023                   | Mejor dirección - Serie dramática                           | The White Lotus        | Nominado               | [ 23 ]                 |
| 2023                   | Mejor guion - Serie dramática                               | The White Lotus        | Nominado               | [ 23 ]                 |

| Premios del Sindicato de Directores | Premios del Sindicato de Directores     | Premios del Sindicato de Directores | Premios del Sindicato de Directores | Premios del Sindicato de Directores |
| Año                                 | Categoría                               | Trabajo Nominado                    | Resultado                           | Ref.                                |
| ----------------------------------- | --------------------------------------- | ----------------------------------- | ----------------------------------- | ----------------------------------- |
| 2022                                | Mejor dirección de televisión - Comedia | The White Lotus                     | Nominado                            | [ 24 ]                              |

| Premios del Sindicato de Escritores | Premios del Sindicato de Escritores            | Premios del Sindicato de Escritores | Premios del Sindicato de Escritores | Premios del Sindicato de Escritores |
| Año                                 | Categoría                                      | Trabajo Nominado                    | Resultado                           | Ref.                                |
| ----------------------------------- | ---------------------------------------------- | ----------------------------------- | ----------------------------------- | ----------------------------------- |
| 2022                                | Mejor programa nuevo de formato larga duración | The White Lotus                     | Nominado                            | [ 25 ]                              |

| Premios Independent Spirit | Premios Independent Spirit | Premios Independent Spirit | Premios Independent Spirit | Premios Independent Spirit |
| Año                        | Categoría                  | Trabajo Nominado           | Resultado                  | Ref.                       |
| -------------------------- | -------------------------- | -------------------------- | -------------------------- | -------------------------- |
| 2000                       | Mejor guion                | Chuck & Buck               | Nominado                   | [ 26 ]                     |
| 2002                       | Mejor guion                | The Good Girl              | Ganador                    | [ 27 ]                     |
| 2007                       | Mejor guion                | Year of the Dog            | Nominado                   | [ 28 ]                     |
| 2017                       | Mejor guion                | Beatriz at Dinner          | Nominado                   | [ 29 ]                     |